# C. K. Williams
Charles Kenneth Williams, detto C. K. (Newark, 4 novembre 1936 – Hopewell, 20 settembre 2015), è stato un poeta, critico letterario e traduttore statunitense.

## Biografia
C. K. Williams nacque a Newark, figlio di Paul B. Williams e Dossie Kasdin, entrambi immigrati ucraini di seconda generazione.
Iniziò a studiare filosofia all'Università della Pennsylvania e, dopo un soggiorno a Parigi, cambriò facoltà e iniziò a studiare letteratura inglese. Dopo la laurea, Williams rimase a Filadelfia e nel 1969 pubblicò il suo primo libro di poesie, A Day for Anne Frank.
Dalla metà degli anni settanta Williams cominciò ad insegnare in diversi atenei, tra cui l'Università di Boston, il Brooklyn College, l'Università Columbia e l'Università di Princeton. Nel 2000 vinse il Premio Pulitzer per la poesia per la sua raccolta Repair, mentre nel 2003 vinse il National Book Award per The Singing e divenne membro dell'American Academy of Arts and Letters.
Nel 2013 gli fu diagnosticato il mieloma multiplo che l'avrebbe portato alla morte nel settembre del 2015, venti giorni dopo aver completato il manoscritto della sua ventiquattresima e ultima raccolta poetica, intitolata Falling Ill. Fu sposato con Catherine Mauger dal 1975 e la coppia ebbe un figlio, Jed Williams.

## Opere

### Poesie
- A Day for Anne Frank, Falcon Press, Filadelfia, 1968.
- Lies, Houghton Mifflin Company, Boston, 1969.
- I Am the Bitter Name, Houghton Mifflin, Boston, 1972.
- With Ignorance, Houghton Mifflin, Boston, 1977.
- Tar, Random House, New York, 1983.
- The Lark. The Thrush. The Starling. Poems from Issa, Burning Deck Press, Providence, 1983.
- Flesh and Blood, Farrar Straus and Giroux, New York, 1987
- Poems 1963–1983, Farrar Straus and Giroux, New York, 1988
- Helen, Orchises Press, 1991.
- A Dream of Mind, Poems, Farrar Straus and Giroux, New York, 1992
- Selected Poems, Farrar Straus and Giroux, 1994.
- New and Selected Poems, Bloodaxe Books, Newcastle, 1995.
- The Vigil, Farrar Straus and Giroux, 1997.
- Repair, Farrar Straus and Giroux, 1999.
- Love About Love, Ausable Press, 2001.
- The Singing, Farrar Straus and Giroux, 2003.
- Collected Poems, Farrar Straus and Giroux, 2006.
- Creatures, Green Shade, Haverford, 2006.
- Wait, Farrar Straus and Giroux; Bloodaxe Books, 2010.
- Crossing State Lines, Farrar Straus and Giroux, 2011.
- Writers Writing Dying, Farrar Straus and Giroux, 2012.
- All at Once, Farrar, Straus and Giroux, 2014.
- Selected Later Poems, Farrar, Straus and Giroux, 2015
- Falling Ill, Farrar, Straus and Giroux, 2017

### Romanzi
- Misgivings, My Mother, My Father, Myself, Farrar Straus and Giroux, 2000.
- How the Nobble Was Finally Found, Harcourt-Houghton Mifflin, Boston, 2009.
- A Not Scary Story About Big Scary Things illustrated by Gabi Swiatkowska, Harcourt-Houghton Mifflin, 2010.
- Catherine's Laughter, Sarabande Books, 2013.

### Teatro
- The Operated Jew
- Creatures of Love

### Curatele
- The Selected and Last Poems of Paul Zweig, Wesleyan University Press, 1989.
- The Essential Hopkins, Ecco Press, 1993.